# Trichoblemma
Trichoblemma là một chi bướm đêm thuộc họ Erebidae.